# Puggy Pearson
Walter Clyde Pearson, detto Puggy (Tennessee, 29 gennaio 1929 – Las Vegas, 12 aprile 2006), è stato un giocatore di poker statunitense, campione del mondo nel 1973.
Pearson crebbe nel Tennessee in una famiglia con nove fratelli. Il suo soprannome Puggy si deve al fatto che, ancora dodicenne, subì un incidente che lo sfigurò sul naso. Lasciò la scuola anzitempo e si arruolò nella marina militare statunitense. Durante il servizio militare imparò a giocare d'azzardo e a giocare a poker.
Prima del 1949 giocava ai cash game. Egli fu il primo a ideare la formula del torneo sportivo di poker che tanto oggi ha successo: in particolare a Pearson si deve l'invenzione del torneo freezout, ancora oggi il più diffuso, sebbene con taluni differenze. L'idea venne condivisa anche dall'amico Nick "The Greek" Dandalos, il quale lo propose al leggendario proprietario di casinò Benny Binion: nel 1970 Binion organizzava la prima edizione delle World Series of Poker.
Nel 1973 al Main Event delle WSOP Pearson ottenne la vittoria battendo Johnny Moss. Pur essendo l'unico giocatore ad aver giocato dal 1970 al 2005 ogni Main Event non ottenne più successi all'evento. In carriera ha vinto in totale quattro braccialetti, due dei quali nel seven card stud, che è ritenuto il gioco in cui più eccelleva.
Fu introdotto nel Poker Hall of Fame nel 1987.

## Braccialetti delle WSOP
| Anno | Torneo                                      | Premio (US$) |
| ---- | ------------------------------------------- | ------------ |
| 1971 | Limit Seven Card Stud                       | $10.000      |
| 1973 | $10.000 No Limit Hold'em World Championship | $130.000     |
| 1973 | $1.000 No Limit Hold'em                     | $17.000      |
| 1973 | $4.000 Limit Seven Card Stud                | $32.000      |